# Barragem da Burga
A barragem da Burga localiza-se no concelho de Vila Flor, distrito de Bragança, Portugal. Situa-se na Ribeira da Burga. A barragem foi projectada em 1972 e entrou em funcionamento em 1978.

## Barragem
É uma barragem de aterro. Possui uma altura de 35 m acima da fundação (28 m acima do terreno natural) e um comprimento de coroamento de 353 m. O volume da barragem é de 436.000 m³. Possui uma capacidade de descarga máxima de 13,4 (descarga de fundo) + 130 (descarregador de cheias) m³/s.

## Albufeira
A albufeira da barragem apresenta uma superfície inundável ao NPA (Nível Pleno de Armazenamento) de 0,161 km² e tem uma capacidade total de 1,539 Mio. m³. As cotas de água na albufeira são: NPA de 329 metros, NMC (Nível Máximo de Cheia) de 330,5 metros e NME (Nível Mínimo de Exploração) de 307 metros.